# Metion
Metion (/ˈmiːʃən/; tiếng Hy Lạp cổ: Μητίων, như. Μητίονος) là vị vua truyền thuyết của thành bang Athens.

## Thần thoại
Theo thần thoại Hy Lạp, Metion có thể là con của vua Erechtheus của Athens, hoặc là con của Eupalamus (con của Erechtheus), tức cháu nội của Erechtheus. Metion đã chiếm lấy ngôi vua, đồng thời phái các con trai (Metionids), trong đó có Eupalamus, Sicyon, và Daedalus trục xuất vua Pandion II khỏi Athens.
Pandion đến thành bang Megara, lấy Pylia, con gái của Pylas (vua của Megara), sinh ra Aegeus, Pallas, Nysus và Lykos. Sau khi Pandion chết, Aegeus trở thành vua của Megara và cùng các anh em tổ chức đánh chiếm Athens, trục xuất Metion.